# Robert Raven
Robert John Raven is een Australisch arachnoloog, zijnde het hoofd van de terrestrische biodiversiteit en de conservator voor arachnida van het Queensland Museum. Dr Raven beschreef vele spinsoorten uit Australië en elders. Hij is tevens spinnenbeet-adviseur van het Royal Brisbane Hospital.
- Bibsys: 90303627
- CiNii: DA19591467
- International Standard Name Identifier: 0000 0000 6322 6710
- Library of Congress Control Number: n81045815
- Bibliotheek van het Japanse parlement: 001363201
- Nederlandse Thesaurus van Auteursnamen: 072147326
- Réseau des bibliothèques de Suisse occidentale: 02-A003729895
- Système universitaire de documentation: 258981016
- Trove: 623408
- Virtual International Authority File: 38235199
- WorldCat: E39PBJckVD8yDy6dG6qwMB6R8C